# 賈桂琳·杜倫
賈桂琳·杜倫 (Jacqueline Durran)是一名英國服裝設計師，曾獲得奧斯卡金像獎提名和英國影藝學院獎。知名服裝設計電影作品包括《傲慢與偏見》和《贖罪》，以及2017年《美女與野獸》等。

## 作品
- 《Barbie芭比》（2023）
- 《蝙蝠俠》（2021)
- 《小婦人》（2019)
- 《1917》（2019)
- 《彼得盧：人民之聲（英语：Peterloo (film)）》 (2018)
- 《抹大拉的馬利亞（英语：Mary Magdalene (2018 film)）》 (2018)
- 《最黑暗的時刻》（2017)
- 《美女與野獸》（2017)
- 《馬克白》（2015)
- 《潘恩：航向夢幻島》（2015)
- 《畫世紀：透納先生》（2014)
- 《盜貼人生（英语：The Double (2013 film)）》 (2013)
- 《安娜·卡列尼娜》（2012)
- 《諜影行動》（2011)
- 《年復一年（英语：Another Year (film)）》 (2010)
- 《魔法褓母麥克菲2（英语：Nanny McPhee and the Big Bang）》 (2010)
- 《心靈獨奏》 (2009)
- 《無憂無慮（英语：Happy-Go-Lucky (2008 film)）》 (2008)
- 《贖罪》 (2007)
- 《傲慢與偏見》 (2005)
- 《天使薇拉卓克》 (2004)
- 《我要》 (2003)
- 《烈火亞當（英语：Young Adam (film)）》 (2003)
- 《折翼天使（英语：All or Nothing (film)）》 (2002)

## 獎項
- 奧斯卡金像獎
  - 第78屆：最佳服裝設計 (《傲慢與偏見》，提名)
  - 第80屆：最佳服裝設計 (《贖罪》，提名)
  - 第85屆：最佳服裝設計 (《安娜·卡列尼娜》，獲獎)
  - 第92屆：最佳服裝設計(《小婦人》，獲獎)
- 英國影藝學院獎
  - 2004年：最佳服裝設計 (《天使薇拉卓克》，獲獎)
  - 2005年：最佳服裝設計 (《傲慢與偏見》，提名)
  - 2007年：最佳服裝設計 (《贖罪》，提名)
- 服裝設計工會
  - 2007年：最佳時代電影服裝設計 (《贖罪》，提名)
- 英國標準晚報電影獎
  - 2007年：最佳技術獎項 (《贖罪》，獲獎)
- 金衛星獎
  - 2005年：最佳服裝設計 (《傲慢與偏見》，獲獎)
  - 2007年：最佳服裝設計 (《贖罪》，提名)

## 外部連結
- （英文） 賈桂琳·杜倫在互联网电影资料库（IMDb）上的資料（英文）